# Референдум щодо членства Латвії в Європейському Союзі (2003)
20 вересня 2003 року в Латвії відбувся референдум про членство в Європейському Союзі. Латвія була останньою з держав, які приєдналися до ЄС у 2004 році, яка провела референдум з цього питання. Трохи більше двох третин виборців проголосували «за», і Латвійська Республіка приєдналася до Європейського Союзу 1 травня 2004 року.

## Передумови
Латвію запросили розпочати переговори про вступ до ЄС у 1999 році та офіційно запросили приєднатися на саміті в Копенгагені в грудні 2002 року. 27 грудня 2002 року уряд Латвії вирішив провести 20 вересня 2003 року референдум про вступ до ЄС. У травні 2003 року парламент Латвії вніс зміни до Конституції Латвії, щоб дозволити проведення референдумів з міжнародних питань. Кампанія розпочалася 5 травня 2003 року

## Питання про референдум
На референдумі було таке питання:
Чи підтримуєте ви членство Латвії в Європейському Союзі?

## Кампанія
Латвія вважалася однією з найбільш скептичних країн щодо вступу до Європейського Союзу, але опитування в роки до референдуму постійно показували перевагу прихильників вступу до ЄС. Лише одне опитування громадської думки в лютому 2002 року показало, що лідирують противники членства. Підтримка членства зросла під час кампанії, і очікується, що понад 50 % підтримають членство в міру наближення референдуму.
Прихильниками вступу до ЄС були коаліційний уряд та бізнес-спільнота. Вони стверджували, що це дасть доступ до ринків ЄС та допомоги розвитку. Вони також підкреслили, що членство забезпечить захист від тиску з боку Російської Федерації. За останні кілька тижнів кампанія «Так» запустила рекламну кампанію під гаслом «Не залишайся осторонь!».
Кампанія «Ні» стверджувала, що Латвія не повинна відмовлятися від суверенітету, який вона нещодавно отримала від Радянського Союзу. Вони також припустили, що Латвія постраждає економічно як найбідніша з країн-кандидатів. Загалом опозиція була вищою серед етнічних росіян та в найбідніших регіонах Латвії.

## Результати

Результат по району та місту
За
Проти

Результати показали найвищу явку серед усіх східноєвропейських країн, які проводили референдуми у 2003 році, і значно перевищили 35 %, необхідних для того, щоб референдум був обов'язковим. Голосування «За» було попереду в 30 з 34 виборчих округів із найбільшим числом голосів «За» серед латвійців за кордоном із понад 90 % підтримуючих членів. Найбільше голосів «проти» було на біднішому сході Латвії, особливо там, де була значна кількість етнічних росіян.
| Вибір                      | Голосів   | %    |
| -------------------------- | --------- | ---- |
| За                         | 676 700   | 67,5 |
| Проти                      | 325 980   | 32,5 |
| Недійсні/пусті голоси      | 7787      | —    |
| Усього                     | 1 010 467 | 100  |
| Зареєстровані виборці/явка | 1 414 133 | 71,5 |
| Джерело: Nohlen & Stöver   |           |      |

## Реакції
Прем'єр-міністр Латвії Ейнарс Репше одягнув синю футболку ЄС і сказав, що «Латвійці розуміють, що це вирішальний момент!». президент Латвії Вайра Віке-Фрейберґа охарактеризувала результат як такий, який «назавжди знищить розділи на мапі Європи, які створив одіозний пакт Молотова — Ріббентропа 1939 року».